# Touit surdus
La cotorrita sorda o lorito de cola dorada (Touit surdus) es una especie de ave psitaciforme de la familia Psittacidae endémica de Brasil.

## Descripción
La cotorrita sorda mide unos 16 cm de largo. El color general de su plumaje es verde. Sus mejillas son amarillentas y su frente es ligeramente rosada. Tiene las primarias de sus alas negras; las escapulares y terciarias color sepia o marrón dorado, formando una banda en V. Su pico es amarillento y presenta anillos oculares azules. Los machos tienen la cola de color amarillo oro con el extremo de la punta negro y las réctrices centrales verdes, mientras que la cola de las hembras es de color verde amarillento con punta verde.

## Distribución y hábitat
Se encuentra únicamente en pequeños reductos de mata atlántica situados junto a las costas surorientales de Brasil.